# Bascanichthys
Bascanichthys es un género de peces de la familia Ophichthidae.

## Especies
- Bascanichthys bascanium (D. S. Jordan, 1884)
- Bascanichthys bascanoides R. C. Osburn & Nichols, 1916
- Bascanichthys ceciliae Blache & Cadenat, 1971
- Bascanichthys congoensis Blache & Cadenat, 1971
- Bascanichthys cylindricus Meek & Hildebrand, 1923
- Bascanichthys deraniyagalai Menon, 1961
- Bascanichthys fijiensis (Seale, 1935)
- Bascanichthys filaria (Günther, 1872)
- Bascanichthys gaira (Moreno, Acero P. & Grijalba-Bendeck, 2016)
- Bascanichthys inopinatus McCosker, E. B. Böhlke & J. E. Böhlke, 1989
- Bascanichthys kirkii (Günther, 1870)
- Bascanichthys longipinnis (Kner & Steindachner, 1867)
- Bascanichthys myersi (Herre, 1932)
- Bascanichthys panamensis Meek & Hildebrand, 1923
- Bascanichthys paulensis Storey, 1939
- Bascanichthys pusillus Seale, 1917
- Bascanichthys scuticaris (Goode & T. H. Bean, 1880)
- Bascanichthys sibogae (M. C. W. Weber, 1913)